# Blysmasphaera
Blysmasphaera es un género de foraminífero bentónico de la familia Allogromiidae, del suborden Allogromiina y del orden Allogromiida. Su especie tipo es Blysmasphaera brasiliensis. Su rango cronoestratigráfico abarca desde el Pleistoceno hasta la Actualidad.

## Clasificación
Blysmasphaera incluye a las siguientes especies:
- Blysmasphaera brasiliensis
- Blysmasphaera broennimanni